# Galgula subpartita
Galgula subpartita är en fjärilsart som beskrevs av Achille Guenée 1852. Galgula subpartita ingår i släktet Galgula och familjen nattflyn. Inga underarter finns listade i Catalogue of Life.